# Robert Reamer
Robert C. Reamer est un architecte américain né en 1873 à Oberlin et mort en 1938. Il est connu pour plusieurs bâtiments relevant du style dit National Park Service rustic, parmi lesquels le Canyon Hotel, le Lake Quinault Lodge et l'Old Faithful Inn. Il a également redessiné les Lake Yellowstone Hotel & Cabins.